# Бёке, Сердар
Сердар Бёке (тур. Serdar Böke; 17 июня 1986) — турецкий борец вольного стиля, призёр чемпионата Европы.

## Спортивная карьера
В 2010 году стал бронзовым призёром чемпионата мира среди студентов, а в 2012 году серебряным призёром. В мае 2018 года стал бронзовым призёром чемпионата Европы в Каспийске, одолев в схватке за бронзу Николая Чебана, представлявшего Молдавию.

## Спортивные результаты на крупных международных соревнованиях
- Кубок мира по борьбе 2010 — 8;
- Чемпионат Европы по борьбе 2010 — 7;
- Чемпионат мира по борьбе 2011 — 20;
- Чемпионат Европы по борьбе 2012 — 5;
- Средиземноморские игры 2013 — ;
- Универсиада 2013 — 20;
- Чемпионат мира по борьбе 2013 — 9;
- Кубок мира по борьбе 2015 — 8;
- Кубок мира по борьбе 2017 — 4;
- Чемпионат Европы по борьбе 2018 — ;
- Чемпионат мира по борьбе 2018 — 14;